# Amt Neuhardenberg

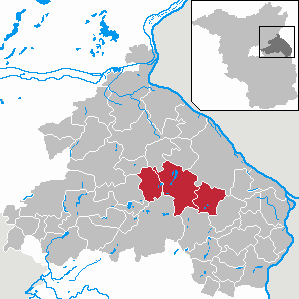
Lage des Amtes Neuhardenberg im Landkreis Märkisch-Oderland

Das Amt Neuhardenberg war ein 1992 gebildetes Amt im Landkreis Märkisch-Oderland des Landes Brandenburg, in dem sich zunächst neun Gemeinden in den damaligen Kreisen Seelow und Strausberg zu einem Verwaltungsverbund zusammengeschlossen hatten. Amtssitz war die Gemeinde Neuhardenberg. Durch Gemeindezusammenschlüsse hatte das Amt zuletzt noch drei Gemeinden. Zum 31. Dezember 2021 wurde das Amt aufgelöst, zwei Gemeinden wechselten zum Amt Seelow-Land, eine zum Amt Märkische Schweiz. In Neuhardenberg selbst wurde eine Bürgerservicestelle geschaffen, welche weiterhin für die Bürger der Gemeinden Gusow-Platkow und Neuhardenberg, seit dem 1. Januar 2022 sämtliche Anliegen bearbeitet.

## Geographische Lage
Das Amt Neuhardenberg lag im Zentrum des Landkreises Märkisch-Oderland. Es grenzte im Norden an das Amt Barnim-Oderbruch, im Osten an die Gemeinde Letschin, im Südosten an die amtsfreie Stadt Seelow, im Süden an das Amt Seelow-Land und an die Stadt Müncheberg sowie im Westen an das Amt Märkische Schweiz.

## Gemeinden und Ortsteile
Das Amt Neuhardenberg verwaltete drei Gemeinden:
- Gusow-Platkow mit den Ortsteilen Gusow und Platkow
- Märkische Höhe mit den Ortsteilen Batzlow, Reichenberg und Ringenwalde
- Neuhardenberg mit den Ortsteilen Altfriedland, Wulkow bei Trebnitz und Quappendorf

## Geschichte
Am 3. Juli 1992 erteilte der Minister des Innern des Landes Brandenburg seine Zustimmung zur Bildung des Amtes Neuhardenberg, für dessen Zustandekommen der 16. Juli 1992 festgelegt wurde. Sitz der Amtsverwaltung ist die Gemeinde Neuhardenberg. Folgende neun Gemeinden aus den damaligen Kreisen Seelow und Strausberg waren darin zusammengefasst:
1. Altfriedland
2. Batzlow
3. Gusow
4. Neuhardenberg
5. Platkow
6. Quappendorf
7. Reichenberg
8. Ringenwalde
9. Wulkow bei Trebnitz

Am 31. Dezember 1997 entstand durch den Zusammenschluss der Gemeinden Gusow und Platkow die neue Gemeinde Gusow-Platkow. Zum 1. Mai 1998 wurden die Gemeinden Altfriedland und Wulkow bei Trebnitz in die Gemeinde Neuhardenberg eingegliedert.
Das Ministerium des Innern genehmigte mit Wirkung vom 31. Dezember 2001 die Bildung der neuen amtsangehörigen Gemeinde Märkische Höhe aus den Gemeinden Batzlow, Reichenberg und Ringenwalde.
Die Gemeinde Quappendorf wurde 2003 per Gesetz in die Gemeinde Neuhardenberg eingegliedert. Quappendorf klagte zunächst schon vor der tatsächlichen Eingemeindung vor dem Verfassungsgericht des Landes Brandenburg gegen die Eingliederung; sie wurde zurückgewiesen. Auch die Klage vor dem Bundesverfassungsgericht blieb letztendlich erfolglos.
Bei der Amtsauflösung kamen Gusow-Platkow und Neuhardenberg zum Amt Seelow-Land, Märkische Höhe zum Amt Märkische Schweiz.

## Bevölkerungsentwicklung
| Jahr | Einwohner |
| ---- | --------- |
| 1992 | 6 545     |
| 1993 | 6 404     |
| 1994 | 6 390     |
| 1995 | 6 288     |
| 1996 | 6 207     |
| 1997 | 5 978     |
| 1998 | 5 785     |
| 1999 | 5 548     |

| Jahr | Einwohner |
| ---- | --------- |
| 2000 | 5 314     |
| 2001 | 5 239     |
| 2002 | 5 230     |
| 2003 | 5 136     |
| 2004 | 5 109     |
| 2005 | 4 996     |
| 2006 | 4 938     |
| 2007 | 4 873     |
| 2008 | 4 748     |
| 2009 | 4 608     |

| Jahr | Einwohner |
| ---- | --------- |
| 2010 | 4 550     |
| 2011 | 4 287     |
| 2012 | 4 271     |
| 2013 | 4 275     |
| 2014 | 4 358     |
| 2015 | 4 513     |
| 2016 | 4 431     |
| 2017 | 4 510     |
| 2018 | 4 571     |
| 2019 | 4 688     |

| Jahr | Einwohner |
| ---- | --------- |
| 2020 | 4 752     |
| 2021 | 4 753     |

Gebietsstand des jeweiligen Jahres, Einwohnerzahl: Stand 31. Dezember, ab 2011 auf Basis des Zensus 2011

## Amtsdirektoren
- 1992–2006: Gerhard Maslowski
- 2006–2021: Grit Brinkmann[14]

## Belege
1. ↑  Cornelia Link-Adam: Das Jahr 2021 im Amt Neuhardenberg – Abschied und Neuanfang, www.moz.de vom 29. Dezember 2021, abgerufen am 31. Dezember 2021
2. ↑  Hauptsatzung des Amtes Neuhardenberg vom 2. Februar 2009 PDF (Memento vom 24. Januar 2016 im Internet Archive)
3. ↑  Dienstleistungsportal der Landesverwaltung des Landes Brandenburg - Amt Neuhardenberg (Memento vom 23. März 2019 im Internet Archive)
4. ↑  
Bildung der Ämter Temnitz, Milow, Baruth, Neuhardenberg, Burg-Spreewald, Drebkau/Niederlausitz, Neuhausen und Peitz. Bekanntmachung des Ministers des Innern vom 30. Juni 1992. Amtsblatt für Brandenburg - Gemeinsames Ministerialblatt für das Land Brandenburg, 3. Jahrgang, Nummer 54, 31. Juli 1992, S. 966/7.
5. ↑  
Bildung einer neuen Gemeinde Gusow-Platkow. Bekanntmachung des Ministers des Innern vom 21. Oktober 1997. Amtsblatt für Brandenburg Gemeinsames Ministerialblatt für das Land Brandenburg, 8. Jahrgang, Nummer 45, 14. November 1997, S. 926.
6. ↑  
Eingliederung der Gemeinden Altfriedland und Wulkow bei Trebnitz in die Gemeinde Neuhardenberg. Bekanntmachung des Ministeriums des Innern vom 24. März 1998. Amtsblatt für Brandenburg Gemeinsames Ministerialblatt für das Land Brandenburg, 9. Jahrgang, Nummer 15, 22. April 1998, S. 438.
7. ↑  
Bildung der neuen Gemeinde Märkische Höhe. Bekanntmachung des Ministeriums des Innern vom 17. Oktober 2001. Amtsblatt für Brandenburg Gemeinsames Ministerialblatt für das Land Brandenburg, 12. Jahrgang, 2001, Nummer 46, Potsdam, den 14. November 2001, S. 780 PDF
8. ↑  
Fünftes Gesetz zur landesweiten Gemeindegebietsreform betreffend die Landkreise Barnim, Märkisch-Oderland, Oberhavel, Ostprignitz-Ruppin, Prignitz, Uckermark (5.GemGebRefGBbg) vom 24. März 2003 (Gesetz- und Verordnungsblatt für das Land Brandenburg, I (Gesetze), 2003, Nr. 05, S. 82), geändert durch Gesetz vom 1. Juli 2003 (Gesetz- und Verordnungsblatt für das Land Brandenburg, I (Gesetze), 2003, Nr. 10, S. 187)
9. ↑  
Neuhardenberg auf Neuhardenberg-Information
10. ↑  Historisches Gemeindeverzeichnis des Landes Brandenburg 1875 bis 2005. Landkreis Märkisch-Oderland. S. 16–17
11. ↑  Bevölkerung im Land Brandenburg von 1991 bis 2017 nach Kreisfreien Städten, Landkreisen und Gemeinden, Tabelle 7
12. ↑  Amt für Statistik Berlin-Brandenburg (Hrsg.): Statistischer Bericht A I 7, A II 3, A III 3. Bevölkerungsentwicklung und Bevölkerungsstand im Land Brandenburg (jeweilige Ausgaben des Monats Dezember)
13. ↑  
Amt Neuhardenberg feiert 20 Jahre. In: Märkische Oderzeitung. 18. Oktober 2012, archiviert vom Original.